# ديفيد أ. كارتر
ديفيد أ. كارتر (بالإنجليزية: David A. Carter)‏ هو كاتب أمريكي، ولد في 4 مارس 1957 في مدينة سولت ليك في الولايات المتحدة.